# Vezelhennep

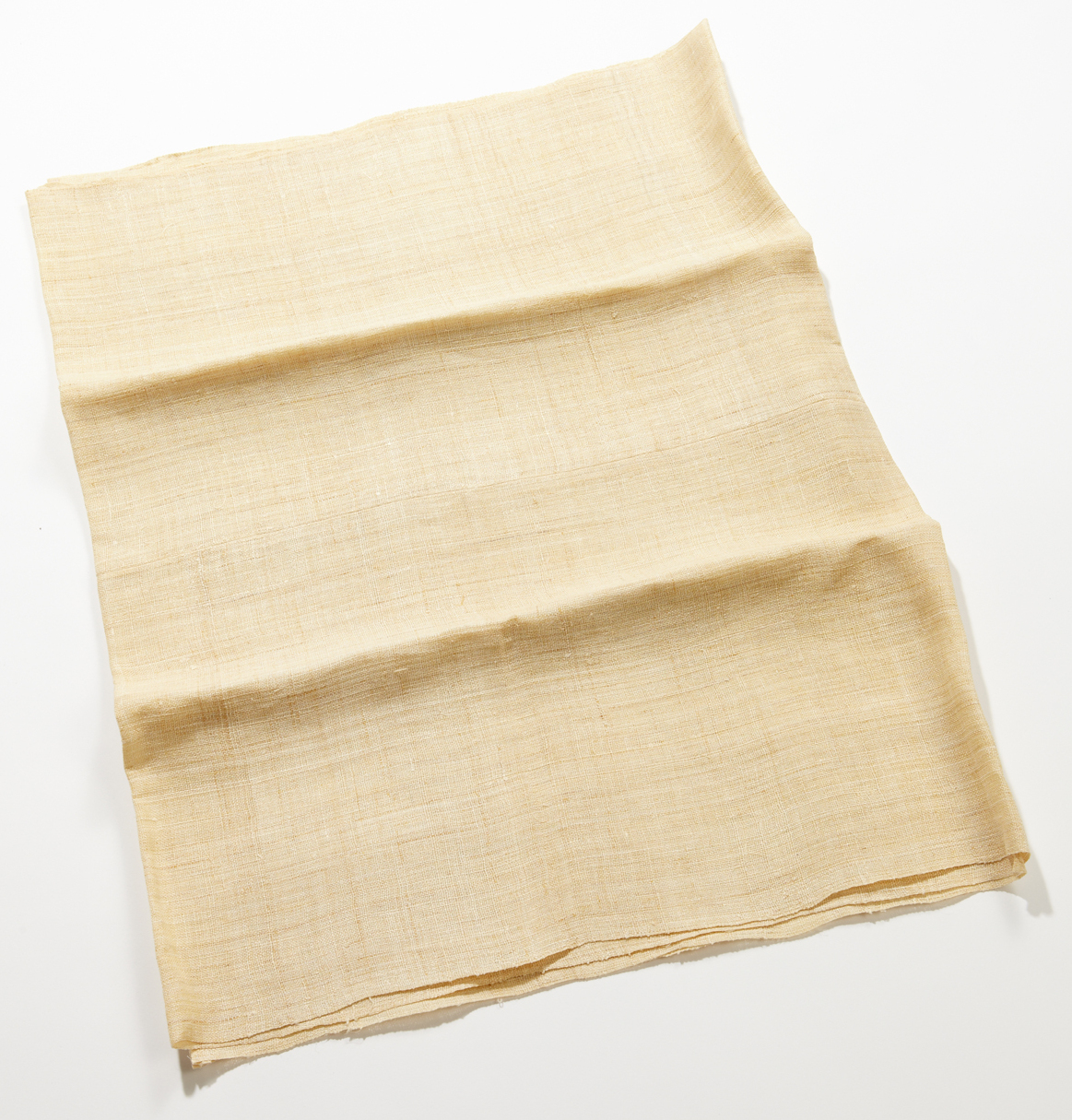
Vezelhennep

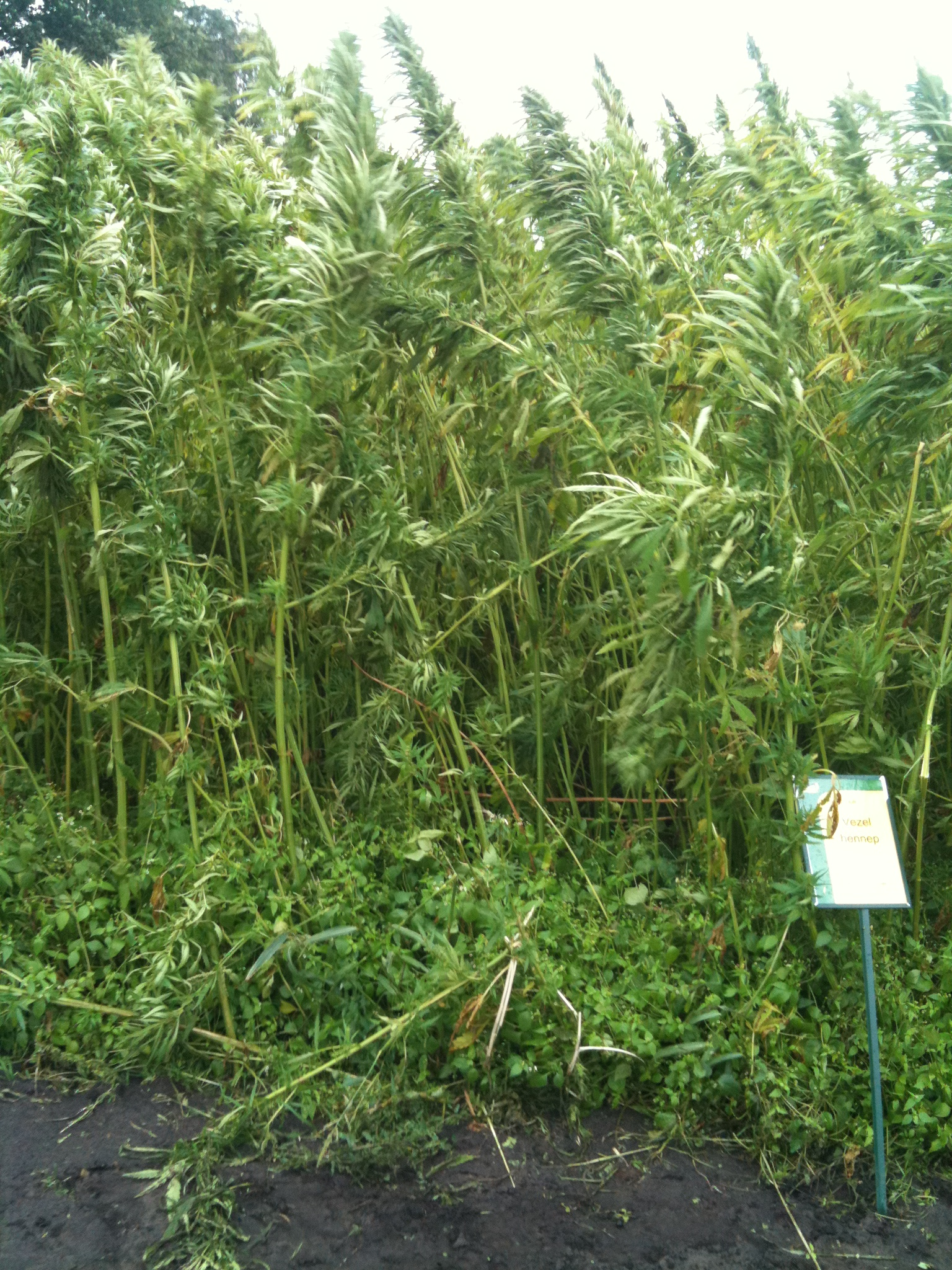
Vezelhennep

Onder vezelhennep worden de variëteiten van de hennepplant (Cannabis sativa) verstaan, die primair worden geteeld voor de vezels. Oudere benamingen zijn kennep en kemp.
De vezelhennepplant werd eeuwenlang veel verbouwd. Bij veel boerderijen in Zuidwest-Nederland bevonden zich zogenoemde hennepakkers. Toen de teelt hier minder lucratief werd importeerde men het gewas uit onder andere Rusland, Italië en de Verenigde Staten. Begin 20e eeuw verminderde het gebruik echter sterk omdat de hennepvezel werd verdrongen door goedkopere producten als sisal en jute.

## Vezelhennepteelt in Nederland

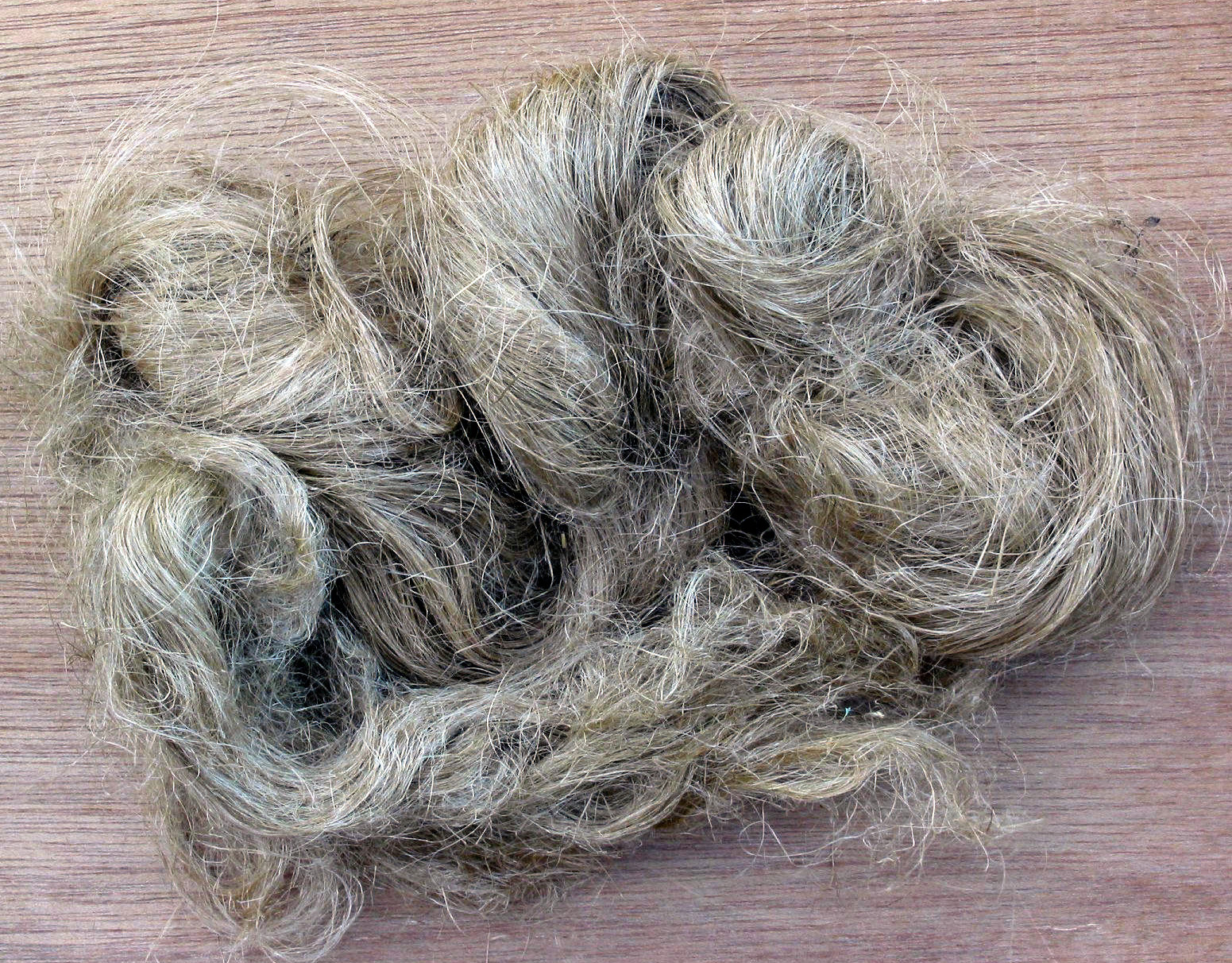
Hennepvezel

Hennepvezel was onontbeerlijk bij bouw en in de vaart houden van zeilschepen, die een grote behoefte hadden aan touwwerk, canvas en materiaal om te breeuwen. Hierbij kan men denken aan de tuigage en de scheepskabels, en - bij vissersschepen - ook aan het viswant. Vooral de Langstraat en de Zuid-Hollandse waarden stonden bekend als hennepteeltgebied. Omstreeks 1910 was aan de verbouw  in Nederland een einde gekomen, afgezien van enkele kleinere cultures voor lokaal gebruik.
Nieuwe toepassingen van hennepvezel en de ontwikkeling van nieuwe machines voor het oogsten en de verwerking leidden bijna honderd jaar later tot introductie van de vezelhennepteelt in Oost-Groningen. In 1994 en in 2004 kwamen hennepverwerkingsfabrieken van HempFlax en Dun Agro naar Oude Pekela. Omstreeks 2010 werd ongeveer 1000 hectare vezelhennep in Nederland aangeplant, terwijl de fabrieken ook hennep uit Duitsland en Denemarken verwerkten. In 2022 werd er op 1.684 ha hennep geteeld.
De Wageningen Universiteit verricht onderzoek naar de teelt van vezelhennep. Het gewas is niet verwant aan andere veel geteelde landbouwgewassen zoals aardappel, suikerbiet, tarwe of snijmais. Het zou daardoor onderdeel kunnen zijn van een betere gewasrotatie. Vergeleken met bijvoorbeeld snijmais is de teelt echter niet erg rendabel.
Vezelhennep wordt aangeprezen als veevoer voor rundvee. Een 'hennepmat' in de runderpens prikkelt dit orgaan tot een betere vertering en omzetting door de aanwezige bacteriën. Er wordt bij de oogst soms een aparte machine gebruikt voor de toppen van de planten. Deze bevatten de zaden waaruit olie kan worden gewonnen.

## Verwerking
De verwerking van vezelhennep is verwant aan die van vlas. Aangezien hennep tweehuizig is, zijn er mannelijke en vrouwelijke planten, en enkel de laatste bevatten zaad. De bewerking omvat:
- Oogsten
- Repelen (van de vrouwelijke planten)
- Drogen op schoven
- Roten
- Drogen
- Braken
- Zwingelen, waarbij lange vezel, korte vezel en houtdeeltjes ontstaan
- Hekelen

## Traditioneel gebruik
Uiteindelijk werd de lange hennepvezel toegepast in de touwslagerij of de zeilmakerij. De korte vezel werd, onder de benaming hede, op de markt gebracht als breeuwsel of 'werk' voor scheepsnaden. De houtige deeltjes van de stengel werden geleverd aan de papiermakerijen. Hennepolie werd in het verleden wel als lampolie gebruikt. Naast het reeds genoemde gebruik van touw en canvas in scheepsbouw en visserij, vond henneptouw ook elders veel aftrek, onder meer voor het dichtbinden van zakken en het samenbinden van schoven.

## Moderne verwerking en toepassingen
Tegenwoordig zijn er verwerkingsmachines die, na het roten, het hennepstro scheiden in vezels, houtdeeltjes, blad, zaad en stof. De vezels worden gebruikt in de papierindustrie (vloeipapier) en in composietmaterialen voor de automobielindustrie. Houtige delen worden  als strooisel in paardenstallen en voor kleindieren gebruikt. Combinaties van vezel- en houtdeeltjes worden verwerkt tot isolatiemateriaal in de bouw. Vezelmatten worden onder meer gebruikt als geotextiel en in vloerbedekkingen. Blad en zaad en vezels kunnen als veevoer worden gebruikt. Uit het zaad kan hennepolie worden geperst, dat gebruikt kan worden als spijsolie en als ledervet. Na het persen blijft hennepkoek over, dat als veevoer kan worden gebruikt. De fijnste vezels kunnen tot textiel worden geweven. Het hennepstof wordt toegepast in teelaarde voor planten.
Tal van vezels bevatten de naam hennep, zonder dat de betreffende plant tot het cannabis-geslacht behoort, een voorbeeld is manillahennep.